# آشوری‌ها در جنگ ایران و عراق
آشوری‌ها در جنگ ایران و عراق اشاره به مشارکت آشوری‌های ایران در جنگ ایران و عراق می‌باشد. جوانانی از اقلیت‌های قومی ـ مذهبی کشور نیز در کنار مسلمان در خطوط مقدم جبهه‌های نبرد جنگیدند و در این جنگ کشته، جانباز، یا به اسارت گرفته شدند.

## خاطرات و زندگی‌نامه برخی از کشته شدگان آشوری
روبرت لازار به سال ۱۳۴۵ خورشیدی در تهران متولد شد. پس از ناتمام ماندن تحصیلات مدرسه، به خدمت سربازی اعزام شده و دوران آموزشی را به مدت یک ماه و نیم در لشکر ۸۴ لرستان گذراند. با پایان دوره آموزشی، وی به جبهه غرب منتقل شد و در مناطقی همچون سومار و مهران به پاسداری از کشورش پرداخت. وی در روزهای آخر خدمت سربازی کشته شد.
بنا به روایت برادرش، آخرین بار وی در منطقه عملیاتی «میمک» مستقر بود. فرمانده «روبرت لازار» به برادرش گفته بود:
«به «روبرت» بگویید: بیش از چند روز به پایان خدمتش باقی نمانده و لازم نیست، اینجا بماند و می‌تواند به پشت خط بازگردد، لیکن وی نپذیرفت.»
«فرمانده روبرت لازار نقل می‌کند که او گفته‌است: تا آخرین روزی که اینجا هستم، این مسلسل مال من است و نمی‌گذارم تپه به دست عراقی‌ها بیفتد. همین کار را هم کرد و سرانجام کشته شد.»
بنا به روایت مادرش، بی‌سیم‌چی همرزم روبرت موقع شهادت در کنار او بوده و نقل می‌کند که روبرت آنجا تیر خورد و مرا به اسارت گرفتند.

روبرت به او گفته بود:
«من تا آخرین قطره خونم با عراقی‌ها می‌جنگم.»

## شهدای نظامی
| ردیف | نام            | محل تولد                               | تاریخ تولد و شهادت | محل شهادت           |
| ---- | -------------- | -------------------------------------- | ------------------ | ------------------- |
| ۱    | روبرت لازار    | تهران                                  | ۱۳۶۷–۱۳۴۵          | میمک عملیات مرصاد   |
| ۲    | هرمز باباخانی  | روستای علی‌آباد                         | ۱۳۶۷–۱۳۵۲          | منطقه عملیاتی مهران |
| ۳    | سارگن آکویانس  | روستای گوگ تپه از توابع شهرستان ارومیه | ۱۳۶۴–۱۳۴۴          | ؟                   |
| ۴    | جانی بت اوشانا |                                        |                    |                     |

## شهدای غیرنظامی
| ردیف | نام            | محل تولد                               | تاریخ تولد و شهادت | محل شهادت |
| ---- | -------------- | -------------------------------------- | ------------------ | --------- |
| ۱    | آقاجان اودیشو  | تهران                                  | ۱۳۶۶–؟             | تهران     |
| ۲    | رامینا اودیشو  | روستای علی‌آباد                         | ۱۳۶۶–؟             | تهران     |
| ۳    | ژرمن پورگورگیس | روستای گوگ تپه از توابع شهرستان ارومیه | ۱۳۶۶–؟             | تهران     |